# Лавиа
Лавиа (фин. Lavia) — община в провинции Сатакунта, губерния Западная Финляндия, Финляндия. Общая площадь территории — 357,75 км², из которых 36,62 км² — вода.

## Демография
На 31 января 2011 года в общине Лавиа проживают 2002 человека: 1002 мужчины и 1000 женщин.
Финский язык является родным для 99,25% жителей, шведский — для 0,25%. Прочие языки являются родными для 0,5% жителей общины.
Возрастной состав населения:
- до 14 лет — 12,14%
- от 15 до 64 лет — 59,84%
- от 65 лет — 27,62%

Изменение численности населения по годам:
| Год  | Численность |
| ---- | ----------- |
| 1980 | 2864        |
| 1990 | 2705        |
| 2000 | 2370        |
| 2010 | 1994        |
| 2011 | 2002        |